# Billy Meredith
William Henry "Billy" Meredith (Chirk, 1874. július 30. – Whitington, Anglia, 1958. április 17.) walesi labdarúgó, csatár.

## Pályafutása
Habitusát tekintve Cantonához, játékstílusát tekintve Besthez és később Giggshez hasonlítja az utókor a szigetországi vélemények szerinti első futballsztárt, William Henry "Billy" Mereditht. Óriási sebességgel előadott szólók, cselek és nagyszerű beadások jellemezték a játékát, akit már leigazolása előtt ismertek a Manchester Unitednél, ugyanis a városi rivális City színeiben éppen a United (akkori nevén még Newton Heath) ellen debütált, két góllal. Később, egyéves eltiltása után szerződött a Unitedhez, és Ernest Mangall irányítása alatt kivirágzott. Két-két bajnoki címet és szuperkupát, valamint egy FA kupát nyert a csapattal. Az I. világháború után már nem tudott újra formába lendülni, így 335 mérkőzés és 36 gól után elhagyta az Old Traffordot. Visszatért a Manchester City-hez és ott vezetett le.

## Sikerei, díjai
Chirk FC
- Walesi kupagyőztes: 1894

Manchester City
- Angol másodosztályú bajnok: 1898–99
- FA kupa győztes: 1903–04

Manchester United
- Angol bajnok: 1907–08, 1910–11
- FA kupa-győztes: 1908–09
- Charity Shield-győztes: 1908, 1911